# Дейвид Дженсън
Дейвид Дженсън (на английски: David Janson) роден под името Дейвид Джаксън на 30 март 1950 г., е английски актьор, започнал кариерата си през 1962 г. в британския музикален театър Oliver!.

## Кариера
През 1963 г. става част от Кралската Шекспирова трупа, където изиграва ролята на малко момче в романтичната комедия Сън в лятна нощ, както и в черно-бялата комедия на Бийтълс A Hard Day's Night.
Придобива голяма известност с ролята си на Джими Харкър в британската сапунена опера The Newcomers, излъчена през 1960-те години. По-късно нова значима роля прави в комедийния сериал „Ало, ало!“ като замества актьора Ричард Гибсън в ролата на Хер Ото Флик (офицер от гестапо) в последните серии на комедията и едновременно играе двойника на Адолф Хитлер в един от епизодите на 8-и сезон.
Преди участието си в сериала „Ало, ало!“ Дженсън се появява и във филми като: Softly, Softly, Doomwatch, Jason King, Dixon of Dock Green, Z-Cars, Brush Strokes, T-Bag Strikes Again, Ever Decreasing Circles, както и в ролята на пощальона Майкъл във филма Keeping Up Appearances, Get Some In! в ролята на Кен Ричардсън и във филма The Upper Hand.

## Личен живот
Женен е за актрисата Деби Арнолд известна с ролята си на литературния герой Април Бранинг, изиграна в сапунената опера EastEnders. Имат две дъщери, актрисата Киара Дженсън, играеща в серийната драма Hollyoaks, и по-малката и сестра Талия Дженсън. След 13-годишен брак те се развеждат през 2002 г.
След като прекратява актьорската си кариера Дженсън работи заедно с жена си върху преработването на видео варианта на английския учебник Streamline на чужд език, в който взима участие в ролята на Кевин Смит, а жена му – в ролята на съпругата на Кевин, Шарън.

## Филмография
| Година    | Филм                   | филмови роли             |
| --------- | ---------------------- | ------------------------ |
| 1975-1978 | Get Some In!           | Кен Ричардсън            |
| 1992-1995 | Keeping Up Appearances | Майкъл пощальона         |
| 1992      | Ало, ало!              | Хер Ото Флик             |
| 1992      | Ало, ало!              | двойника на Адолф Хитлер |